# Nocher (Luxemburg)

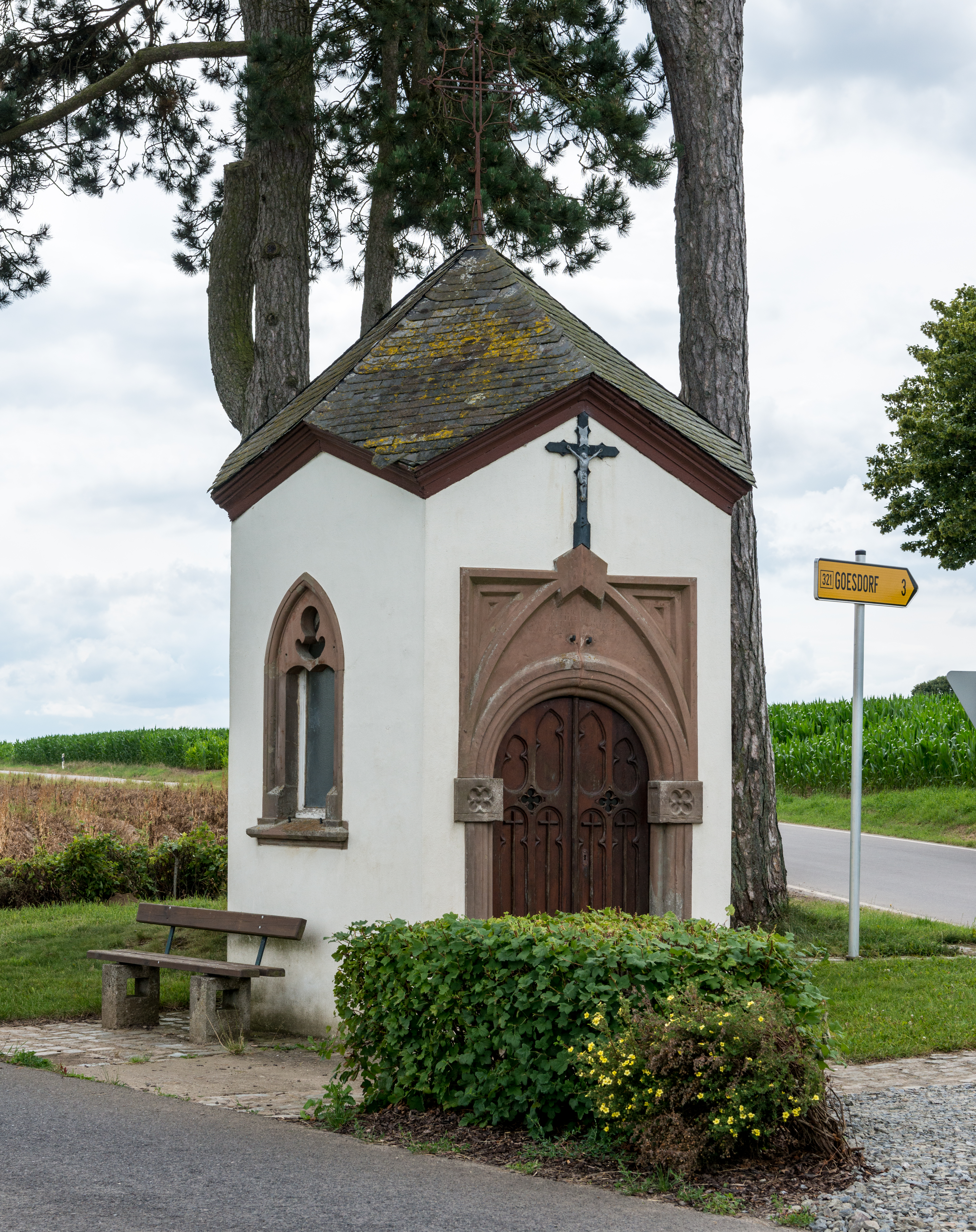
Kapel in Nocher (2016)

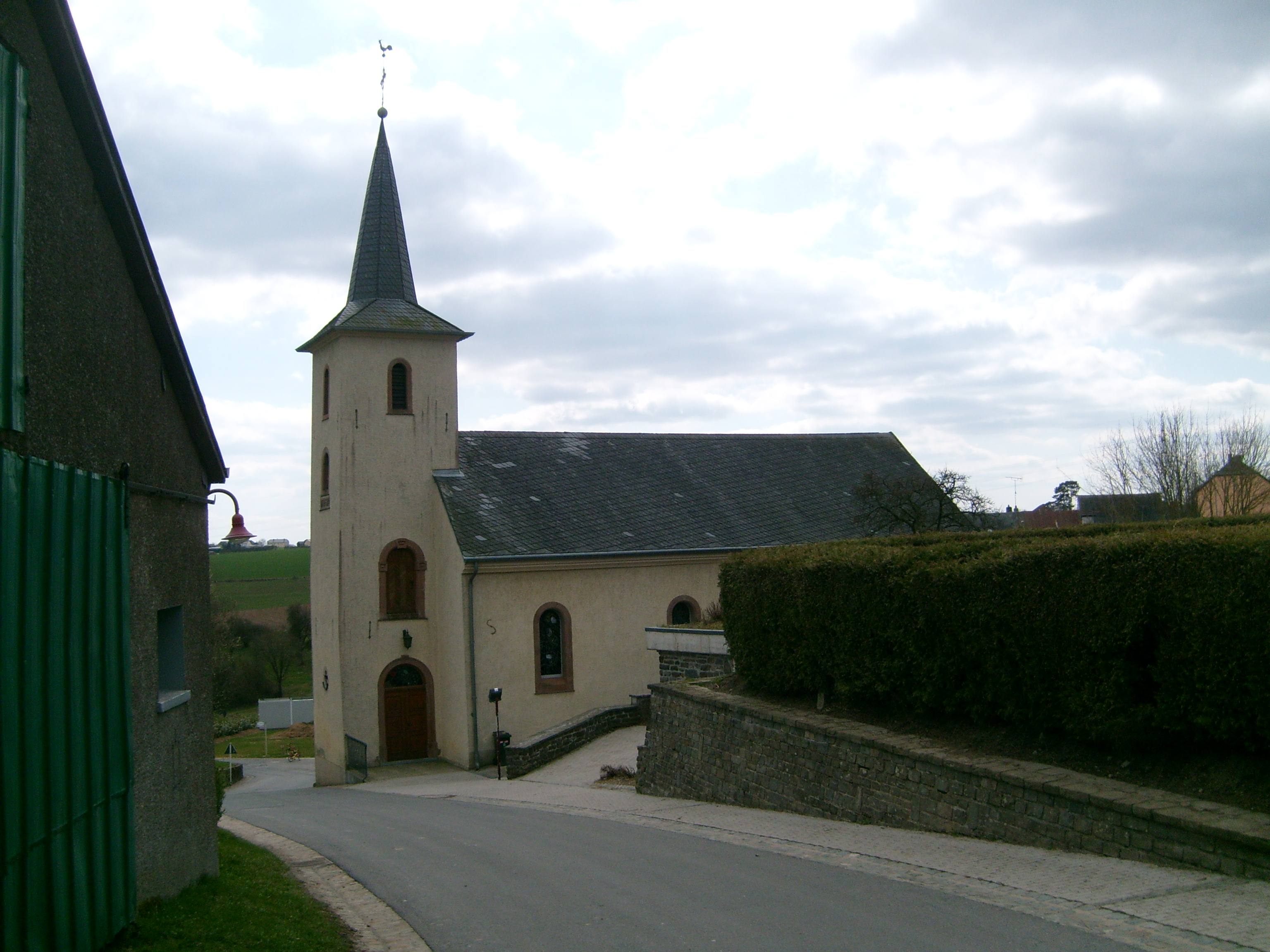
Kerk in Nocher

Nocher (Luxemburgs: Nacher) is een plaats in de gemeente Goesdorf en het kanton Wiltz in Luxemburg.
Nocher telt 221 inwoners (2001).